# Albert Finney
Albert Finney (Salford, Lancashire, 1936. május 9. – London, 2019. február 7.)  háromszoros Golden Globe-díjas és BAFTA-díjas angol színész.

## Élete
1960-ban a Szombat este, vasárnap reggel című brit filmben debütált, majd Laurence Olivier partnere volt A komédiás-ban. Az igazi áttörést a Tom Jones hozta meg a számára.
1970-ben a Scrooge című angol zenés drámában kapott főszerepet, melyért Golden Globe-díjjal tüntették ki.
A nyolcvanas években kapta legjelentősebb szerepeit; Válás előtt (1982), Az öltöztető (1983), A vulkán alatt (1984), melyekért kétszer is jelölték Oscar-díjra, de nem járt sikerrel.
A kilencvenes években kissé háttérbe szorult pályája, és inkább csak könnyed tévéfilm szerepeket vállalt el.
2000-ben a Julia Roberts főszereplésével készült Erin Brockovich – Zűrös természetben tűnik fel, de játszott a Tim Burton féle Nagy Hal című filmben is. Utolsó szerepét a Skyfall című filmben játszotta. Rövid betegség után hunyt el, 2019. február 7-én, 82 évesen. 

## Filmográfia

### Film
| Év   | Magyar cím                                  | Eredeti cím                                       | Szerep                              | Magyar hang       |
| ---- | ------------------------------------------- | ------------------------------------------------- | ----------------------------------- | ----------------- |
| 1960 | A komédiás                                  | The Entertainer                                   | Mick Rice                           | ismeretlen        |
| 1960 | A komédiás                                  | The Entertainer                                   | Mick Rice                           | Vári Attila       |
| 1960 | Szombat este, vasárnap reggel               | Saturday Night and Sunday Morning                 | Arthur Seaton                       | Láng József       |
| 1960 | Szombat este, vasárnap reggel               | Saturday Night and Sunday Morning                 | Arthur Seaton                       | Papp Dániel       |
| 1960 | Szombat este, vasárnap reggel               | Saturday Night and Sunday Morning                 | Arthur Seaton                       | ismeretlen        |
| 1963 | Tom Jones                                   | Tom Jones                                         | Tom Jones                           | ismeretlen        |
| 1963 | Tom Jones                                   | Tom Jones                                         | Tom Jones                           | Hegedűs D. Géza   |
| 1963 | Tom Jones                                   | Tom Jones                                         | Tom Jones                           | Széles László     |
| 1963 |                                             | The Victors                                       | orosz katona                        |                   |
| 1964 | Leszáll az éj                               | Night Must Fall                                   | Danny                               |                   |
| 1967 | Ketten az úton                              | Two for the Road                                  | Mark Wallace                        | Balkay Géza       |
| 1968 | Charlie Bubbles                             | Charlie Bubbles                                   | Charlie Bubbles                     | Gáti Oszkár       |
| 1968 | Charlie Bubbles                             | Charlie Bubbles                                   | Charlie Bubbles                     | Epres Attila      |
| 1969 |                                             | The Picasso Summer                                | George Smith                        |                   |
| 1970 | Scrooge                                     | Scrooge                                           | Ebenezer Scrooge                    | Dobránszky Zoltán |
| 1970 | Scrooge                                     | Scrooge                                           | Ebenezer Scrooge                    | Kőszegi Ákos      |
| 1971 | Dilettáns zsaroló                           | Gumshoe                                           | Eddie Ginley                        |                   |
| 1974 | Gyilkosság az Orient Expresszen             | Murder on the Orient Express                      | Hercule Poirot                      | Csákányi László   |
| 1975 | Sherlock Holmes okosabb bátyjának kalandjai | The Adventure of Sherlock Holmes' Smarter Brother | férfi az opera közönségében (cameo) |                   |
| 1977 | Párbajhősök                                 | The Duellists                                     | Fouche                              | Vajda László      |
| 1981 | A stikli                                    | Loophole                                          | Mike Daniels                        | Vass Gábor        |
| 1981 | A stikli                                    | Loophole                                          | Mike Daniels                        | Barbinek Péter    |
| 1981 | A farkas                                    | Wolfen                                            | Dewey Wilson nyomozó                |                   |
| 1981 | Szupermodell                                | Looker                                            | Dr. Larry Roberts                   | Pathó István      |
| 1982 | Válás előtt                                 | Shoot the Moon                                    | George Dunlap                       | Szersén Gyula     |
| 1982 | Annie                                       | Annie                                             | Oliver 'Daddy' Warbucks             | Kránitz Lajos     |
| 1982 | Annie                                       | Annie                                             | Oliver 'Daddy' Warbucks             | Gáti Oszkár       |
| 1983 | Az öltöztető                                | The Dresser                                       | Sir                                 | Sinkovits Imre    |
| 1984 | A vulkán alatt                              | Under the Volcano                                 | Geoffrey Firmin                     |                   |
| 1987 | Árvák az alvilágban                         | Orphans                                           | Harold                              |                   |
| 1990 | A halál keresztútján                        | Miller's Crossing                                 | Liam 'Leo' O'Bannon                 | Avar István       |
| 1990 |                                             | Roger Waters – The Wall – Live in Berlin          | bíró                                |                   |
| 1992 | Bohémek                                     | The Playboys                                      | Brendan Hegarty őrmester            | ismeretlen        |
| 1992 | Bohémek                                     | The Playboys                                      | Brendan Hegarty őrmester            | Barbinek Péter    |
| 1993 | Puha kis sasfészek                          | Rich in Love                                      | Warren Odom                         | Tordy Géza        |
| 1993 | Puha kis sasfészek                          | Rich in Love                                      | Barbinek Péter                      |                   |
| 1994 | Magánórák                                   | The Browning Version                              | Andrew Crocker-Harris               | Velenczey István  |
| 1994 |                                             | A Man of No Importance                            | Alfred Byrne                        |                   |
| 1995 | Kitörés                                     | The Run of the Country                            | Danny apja                          |                   |
| 1997 | Washington Square                           | Washington Square                                 | Dr. Austin Sloper                   | Rajhona Ádám      |
| 1999 | Bajnokok reggelije                          | Breakfast of Champions                            | Kilgore Trout                       | Rajhona Ádám      |
| 1999 | Simpatico                                   | Simpatico                                         | Simms                               | Kránitz Lajos     |
| 1999 | Simpatico                                   | Simpatico                                         | Simms                               | ismeretlen        |
| 2000 | Erin Brockovich – Zűrös természet           | Erin Brockovich                                   | Ed Masry                            | Rajhona Ádám      |
| 2000 | Traffic                                     | Traffic                                           | Fehér Ház kabinetfőnöke             | Kristóf Tibor     |
| 2001 | Angyali meló                                | Delivering Milo                                   | Elmore Dahl                         | Kránitz Lajos     |
| 2003 | Nagy Hal                                    | Big Fish                                          | Edward Bloom Sr.                    | Kránitz Lajos     |
| 2004 | Ocean’s Twelve – Eggyel nő a tét            | Ocean's Twelve                                    | Gaspar LeMarc (cameo)               | Kránitz Lajos     |
| 2005 | A halott menyasszony                        | Corpse Bride                                      | Finis Everglot (hangja)             | Hollósi Frigyes   |
| 2006 | Bor, mámor, Provence                        | A Good Year                                       | Henry Skinner nagybácsi             | Végvári Tamás     |
| 2006 | A szabadság himnusza                        | Amazing Grace                                     | John Newton                         | Kristóf Tibor     |
| 2007 | A Bourne-ultimátum                          | The Bourne Ultimatum                              | Dr. Albert Hirsch                   | Gruber Hugó       |
| 2007 | Mielőtt az ördög rádtalál                   | Before the Devil Knows You're Dead                | Charles Hanson                      | Gruber Hugó       |
| 2012 | A Bourne-hagyaték                           | The Bourne Legacy                                 | Dr. Albert Hirsch                   |                   |
| 2012 | Skyfall                                     | Skyfall                                           | Mr. Kincade                         | Rajhona Ádám      |

### Televízió
| Év        | Magyar cím           | Eredeti cím                             | Szerep                             | Megjegyzések                             |
| --------- | -------------------- | --------------------------------------- | ---------------------------------- | ---------------------------------------- |
| 1959      |                      | Emergency – Ward 10                     | Tom Fletcher                       | 4 epizód                                 |
| 1968–1977 |                      | The Tonight Show Starring Johnny Carson | önmaga                             | 2 epizód                                 |
| 1968–1977 |                      | The Merv Griffin Show                   | önmaga                             | 2 epizód                                 |
| 1977      |                      | The Mike Douglas Show                   | önmaga                             | 1 epizód                                 |
| 1982      |                      | Late Night with David Letterman         | önmaga                             | 1 epizód                                 |
| 1984      |                      | Pope John Paul II                       | Karol Wojtyła / II. János Pál pápa | tévéfilm                                 |
| 1989      |                      | The Endless Game                        | Alec Hillsden ügynök               | minisorozat (2 epizód)                   |
| 1990      | Mindennek ára van    | The Image                               | Jason Cromwell                     | tévéfilm                                 |
| 1990      |                      | The Green Man                           | Maurice Allington                  | minisorozat (3 epizód)                   |
| 1996      |                      | Karaoke                                 | Daniel Feeld                       | minisorozat (4 epizód)                   |
| 1996      |                      | Cold Lazarus                            | Daniel Feeld                       | 4 epizód                                 |
| 1997      |                      | Nostromo                                | Dr. Monygham                       | 4 epizód                                 |
| 1998      |                      | A Rather English Marriage               | Reggie                             | tévéfilm                                 |
| 2001–2003 | Az én Silas bácsikám | My Uncle Silas                          | Silas nagybácsi                    | 9 epizód                                 |
| 2002      | Gomolygó viharfelhők | The Gathering Storm                     | Winston Churchill                  | - tévéfilm - magyar hangja: - Papp János |

## Fontosabb díjak és jelölések
Oscar-díj
- 2001 jelölés: legjobb férfi mellékszereplő - Erin Brockovich – Zűrös természet (2000)
- 1985 jelölés: legjobb férfi főszereplő - A vulkán alatt (1984)
- 1984 jelölés: legjobb férfi főszereplő - Az öltöztető (1983)
- 1974 jelölés: legjobb férfi főszereplő - Gyilkosság az Orient expresszen (1973)
- 1964 jelölés: legjobb férfi főszereplő - Tom Jones (1963)

Golden Globe-díj
- 2003 díj: legjobb férfi főszereplő (minisorozat vagy tévéfilm) - Gomolygó viharfelhők (2002)
- 1971 díj: legjobb férfi főszereplő (musical/vígjáték) - Scrooge (1970)
- 1964 díj: legjobb színészi debütálás  - Tom Jones (1963)
- 2004 jelölés: legjobb férfi mellékszereplő - Nagy hal (2003)
- 2001 jelölés: legjobb férfi mellékszereplő - Erin Brockovich – Zűrös természet (2000)
- 1985 jelölés: legjobb férfi főszereplő (filmdráma) - A vulkán alatt (1984)
- 1984 jelölés: legjobb férfi főszereplő (filmdráma) - Az öltöztető (1983)
- 1983 jelölés: legjobb férfi főszereplő (filmdráma) - Válás előtt (1982)
- 1964 jelölés: legjobb férfi főszereplő (musical/vígjáték) - Tom Jones (1963)

BAFTA-díj
- 2003 díj: legjobb TV színész - Gomolygó viharfelhők (2002)
- 2001 BAFTA Akadémiai tagság
- 1961 díj: legígéretesebb elsőfilmes főszereplő - Szombat este, vasárnap reggel (1960)
- 2004 jelölés: legjobb férfi mellékszereplő - Nagy hal (2003)
- 2001 jelölés: legjobb férfi mellékszereplő - Erin Brockovich – Zűrös természet (2000)
- 1999 jelölés: legjobb TV színész - A Rather English Marriage (1998)
- 1997 jelölés: legjobb TV színész - Karaoké (1996)
- 1991 jelölés: legjobb TV színész - The Green Man (1990)
- 1985 jelölés: legjobb férfi főszereplő - Az öltöztető (1983)
- 1983 jelölés: legjobb férfi főszereplő - Válás előtt (1982)
- 1975 jelölés: legjobb férfi főszereplő - Gyilkosság az Orient expresszen (1974)
- 1972 jelölés: legjobb férfi főszereplő - Dilettáns zsaroló (1971)
- 1964 jelölés: legjobb férfi főszereplő - Tom Jones (1963)
- 1961 jelölés: legjobb férfi főszereplő - Szombat este, vasárnap reggel (1960)

Emmy-díj
- 2002 díj: legjobb férfi főszereplő (televíziós minisorozat vagy tévéfilm) - Gomolygó viharfelhők (2002)
- 1990 jelölés: legjobb férfi főszereplő (televíziós minisorozat vagy tévéfilm) - Mindennek ára van (1990)

Berlini Nemzetközi Filmfesztivál
- 1984 díj: Ezüst Medve díj a legjobb színésznek - Az öltöztető (1983)

Velencei Filmfesztivál
- 1963 díj: Volpi Kupa - Tom Jones (1963)